# Pierre Gabriel Louis Didelot
Pour les articles homonymes, voir Didelot.
Pierre Gabriel Louis Didelot, né à Bruyères, le 16 octobre 1757 et mort à Pouxeux le 25 décembre 1825, est un prêtre et un historien français. 
Il est l'auteur de plusieurs mémoires sur les Vosges portant en particulier sur le secteur de Remiremont durant l'Ancien Régime et la Révolution française.

## Biographie
Pierre Gabriel Louis Didelot, dit Louis Didelot, est né en 1757 à Bruyères (Vosges). Son père, Gabriel Charles Didelot (Mirecourt, 4 septembre 1730 - Sélestat, 10 mai 1794) y exerce comme médecin. La famille s'installe à Remiremont à partir de 1777. Louis a une sœur, Anne Christine, et deux frères, Nicolas Antoine et Joseph. Les trois frères deviennent prêtres. Louis est ordonné prêtre dans la cathédrale de Saint-Dié, le 21 septembre 1782. Il est nommé vicaire à Les Vallois (Vosges) puis, à partir d'octobre 1786, à Remiremont où réside toujours sa famille.  

### Prêtre réfractaire et émigré

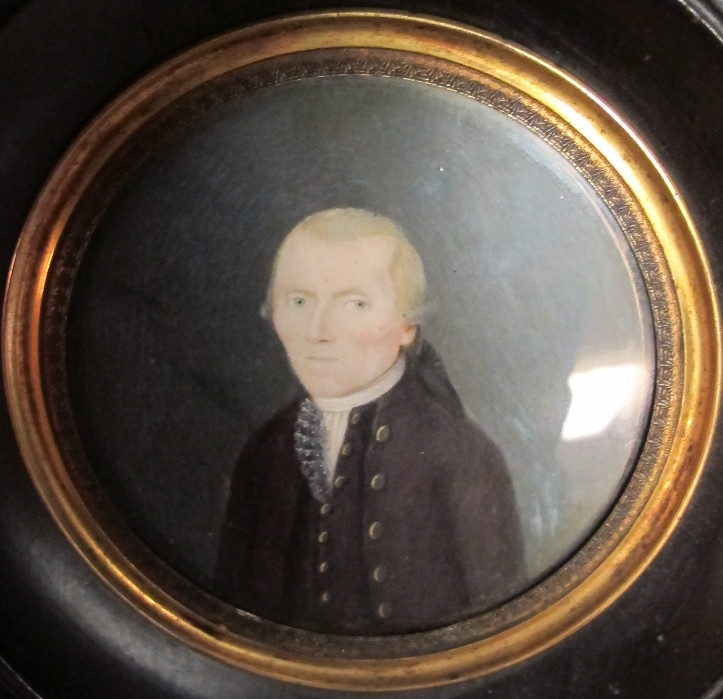
Gabriel Charles Didelot, son père

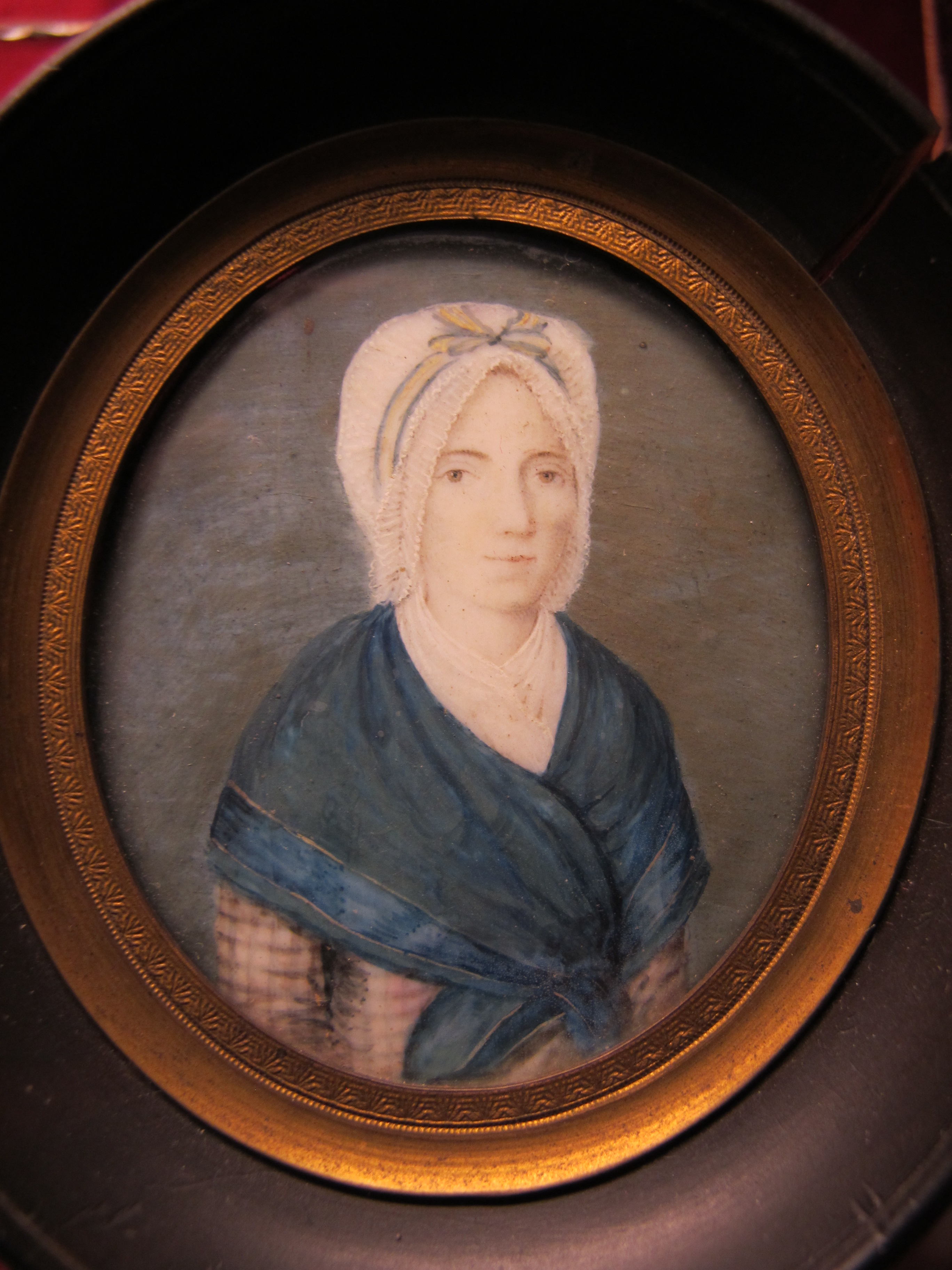
Catherine Gérôme, sa mère

Il y a près de sept ans qu’il est vicaire à Remiremont lorsqu’on exige de lui le serment sur la constitution, qu'il refuse de signer. Le dimanche 3 avril 1791, il est, dans l’église, attaqué publiquement par un homme ; ces violences recommencent le vendredi suivant vers 8 heures du soir. L’arrivée des intrus (prêtres ayant prêté serment à la constitution civile du clergé), aggrave sa situation et le contraint à se cacher dans les montagnes. Louis Didelot est inscrit sur la liste des émigrés et doit s'enfuir à l’étranger pour sauver sa vie. Il émigre au Luxembourg, puis en Belgique. Après la victoire de Jemmapes par l'armée française le 6 novembre 1792, il doit fuir de nouveau. Il se rend en Bavière, où il est employé comme précepteur, puis, toujours poussé plus loin par l'Armée Française, en Autriche et en Pologne.
Son frère Nicolas Antoine,né le 2 juin 1763, âgé de trente et un ans, vicaire à Remiremont, est condamné à mort le 10 juin 1794. Comme Louis, Nicolas Antoine avait refusé de prêter les serments prescrits par les décrets des 24 juillet et 27 novembre 1790 et du 14 août 1792, mais n'avait pas fui. Nicolas Antoine avec un autre prêtre, Joseph Rivat, avait continué à exercer clandestinement ses fonctions de prêtres durant les années 1793 et 1794. Ils étaient cachés dans le grenier de la maison d’Anne Ferrette, ancienne chanoinesse du Chapitre de Remiremont.
Son frère Joseph, de neuf ans son cadet, prête quant à lui, serment à la constitution civile du clergé pour finalement se rétracter en 1795. En 1793, il est curé à Igney-Avricourt. En 1794, il émigre. Il réside alors à Straubingen (Bavière), où il est en contact avec son frère Louis, alors précepteur chez le baron de Magert, à Visenfelden, près de Stauleingen. Entre 1795 et 1800, Louis intercède à plusieurs reprises pour son frère auprès de l’évêque de Saint-Dié Mgr Chaumont, afin d'obtenir son pardon. 
Le 12 avril 1793, son père écrit à Louis Didelot à Straubing chez M. Schewegerl. Il lui annonce que son frère Nicolas Antoine est en Suisse et qu'il se porte bien. Joseph est toujours curé à Igney. Il lui recommande de ne pas parler de politique dans ses lettres.
La famille Didelot est suspecte auprès des Jacobins. Didelot père, malgré son âge et une pétition de la municipalité de Remiremont pour le conserver comme médecin, est envoyé à Sélestat par le ministre de la guerre pour soigner les militaires malades du typhus. Il y décède en 1794. Sa mère, Anne Catherine Gérôme et sa sœur Anne Christine sont arrêtées en raison de l'émigration de leurs fils.  
Après dix années d'exil, Louis peut rentrer en France à la faveur du Concordat. Sa sœur met tout en œuvre pour son retour. Le 10 mars 1801, le préfet autorise le prêtre Gabriel Louis Didelot à rentrer, à condition qu’il envoie préalablement sa promesse de fidélité à la Constitution du Consulat. Le 24 mars 1801, il écrit à Bonaparte, 1er Consul, pour lui demander l’autorisation de rentrer en France afin de rejoindre sa sœur à Remiremont. Il est nommé administrateur provisoire et spirituel de la paroisse de Remiremont par lettre du 17 juin 1801. Il devient ensuite curé de Pouxeux, où il résidera avec sa sœur Anne Christine jusqu'à son décès en 1825. 

### Historien

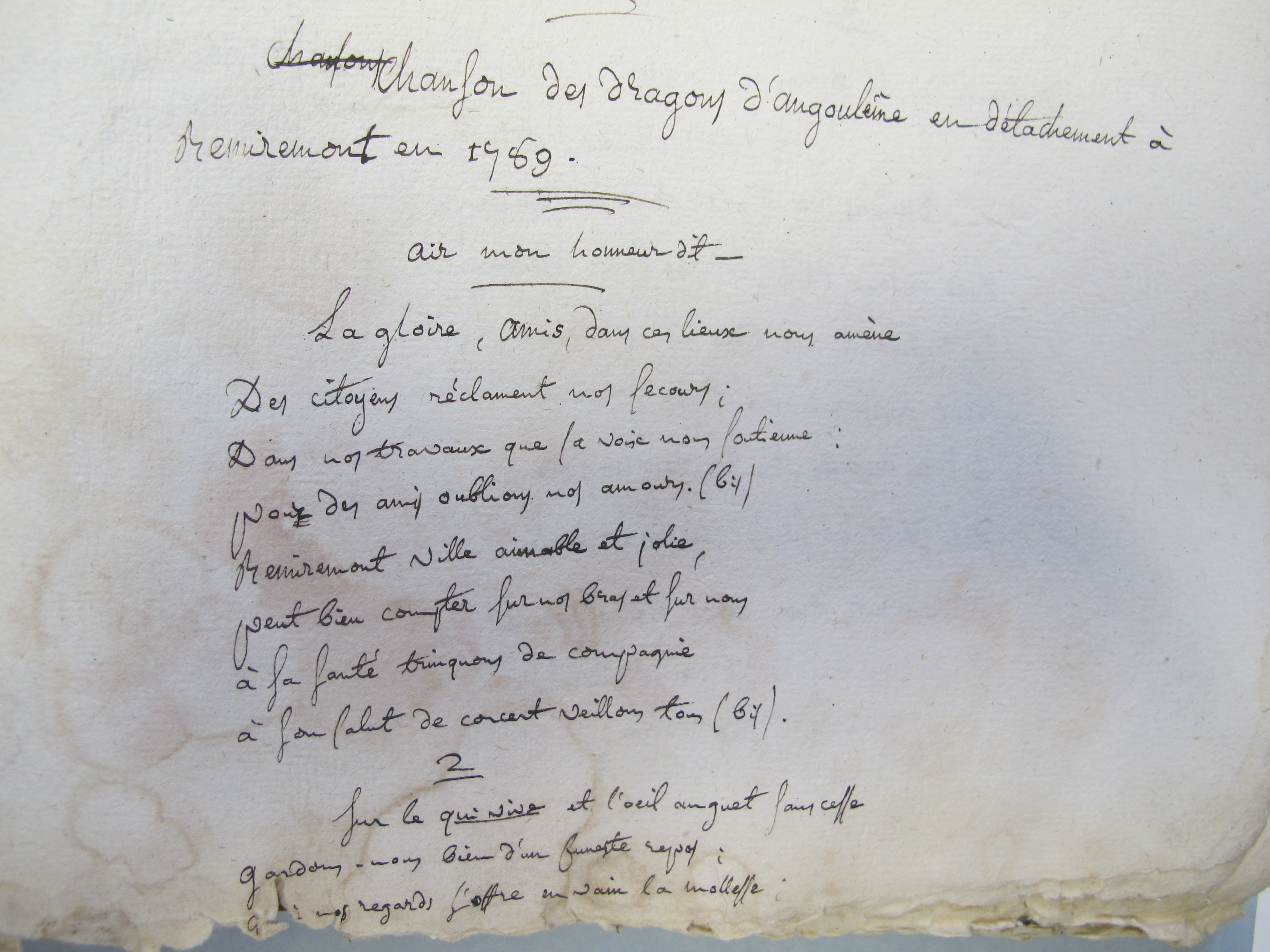
Extrait d'un manuscrit de Pierre Gabriel Louis Didelot : la Chanson des Dragons d'Angoulême en détachement à Remiremont en 1789

L'abbé Didelot consacre tous ses loisirs à mener des recherches sur l’histoire des Vosges. Il compulse les archives de Remiremont et d’Épinal. Plus d'une dizaine de registres manuscrits de la main de Louis Didelot ainsi qu'un fonds rassemblant ses archives personnelles sont ainsi répertoriées.  
Ce fonds se compose de nombreuses notes relatives au Chapitre des nobles dames chanoinesses de l' Abbaye Saint-Pierre de Remiremont mais également d'un témoignage sur la période révolutionnaire. Y sont relatés divers événements révolutionnaires survenus à Remiremont, le déroulement de la célébration des fêtes civiques et de serments, les élections, des chansons patriotiques, etc. Louis Didelot s'attache à rédiger un grand dictionnaire des familles de Remiremont depuis le XVIIe siècle. Plus généralement, il rédige de nombreuses notices sur les Vosges, Plombières, Le Val d'Ajol. Amateur de statistiques, d'histoire naturelle et de météorologie, plusieurs de ses articles sont publiés dans "L'Annuaire des Vosges". Il est nommé membre de la Commission des Antiquités des Vosges en 1822. L'un de ses manuscrits est publié en 1887 par l’Évêché de Saint-Dié, "Remiremont : les Saints, le Chapitre, la Révolution". 

### Fonds d'archives
- Archives municipales de Remiremont : Collection des manuscrits de Pierre-Louis-Gabriel Didelot (Bruyères, 1757- Pouxeux, 1825), cote : 4 S.
- Archives municipales de Remiremont : Études biographiques, papiers personnels et familiaux de l'abbé Didelot, cote 31 S 5.